# Zevenheuvelenloop 2019
De Zevenheuvelenloop 2019 vond plaats op 17 november 2019 in Nijmegen. Het was de 36e editie van deze loop. 
De weersomstandigheden waren deze editie ideaal met weinig wind, lichte bewolking en een temperatuur van 7 graden.
De wedstrijd bij de mannen werd gewonnen door de NN Running Team atleet Stephen Kissa uit Oeganda in 41.49. Deze tijd is de beste jaarprestatie op de 15 kilometer in 2019.
Bij de vrouwen liep Letesenbet Gidey een onwaarschijnlijk wereldrecord van 44.20 min. Met deze tijd verbeterde de 21-jarige Ethiopische het oude record bij de vrouwen over 15 kilometer gelopen door Joyciline Jepkosgei met maar liefst 1.17 minuten. Haar mannelijke tempomakers Richard Douma en John Sanderson moesten vroegtijdig afhaken na respectievelijk 4 en 8 kilometer. Met deze prestatie liep ze zelfs sneller dan enkele mannelijke professionele atleten.
Bij de Nederlandse mannen was Mohamed Ali de eerste in een nieuw persoonlijk record van 43.57. Susan Krumins was de snelste Nederlandse loopster. Eerste Belgische man was Nick Van Peborgh in een tijd van 46.00 en eerste Belgische vrouw was Nina Lauwaert.
In totaal finishten 19.838 lopers.

## Uitslagen

### Mannen
| rang   | naam                    | land | tijd  |
| ------ | ----------------------- | ---- | ----- |
| Goud   | Stephen Kissa           | UGA  | 41.49 |
| Zilver | Edwin Kiptoo            | KEN  | 41.51 |
| Brons  | Moses Koech             | KEN  | 42.06 |
| 4      | Tesfahun Akalnew        | ETH  | 42.21 |
| 5      | Vincent Kiprotich Kibet | KEN  | 42.25 |
| 6      | Shadrack Kimutai Koech  | JPN  | 42.50 |
| 7      | Davis Kiplangat         | KEN  | 43.01 |
| 8      | Mule Wasihun            | ETH  | 43.03 |
| 9      | Peter Kiprotich         | KEN  | 43.08 |
| 10     | Victor Kiplangat        | UGA  | 43.27 |
| 11     | David Nilsson           | SWE  | 43.34 |
| 12     | Rodgers Mayio           | KEN  | 43.54 |
| 13     | Mohamed Ali             | NED  | 43.57 |
| 14     | Vedic Kipkoech          | KEN  | 44.16 |
| 15     | Fuma Nakamura           | JPN  | 44.19 |
| 16     | Daichi Endo             | NED  | 44.21 |
| 17     | Khalid Choukoud         | NED  | 44.36 |
| 18     | Nagiya Mori             | JPN  | 44.43 |
| 19     | Mikael Ekvall           | SWE  | 44.45 |
| 20     | Benjamin de Haan        | NED  | 44.50 |
| 21     | Frank Futselaar         | NED  | 45.10 |
| 22     | Hassan Waiss Rayaleh    | DJI  | 45.14 |
| 23     | Bart van Nunen          | NED  | 45.25 |
| 24     | Joeri Wolf              | NED  | 45.30 |
| 25     | Shota Ezomori           | JPN  | 45.37 |

### Vrouwen
| rang   | naam               | land | tijd  |
| ------ | ------------------ | ---- | ----- |
| Goud   | Letesenbet Gidey   | ETH  | 44.20 |
| Zilver | Evaline Chirchir   | KEN  | 46.33 |
| Brons  | Eva Cherono        | KEN  | 48.15 |
| 4      | Yuka Suzuki        | JPN  | 48.48 |
| 5      | Susan Krumins      | NED  | 49.38 |
| 6      | Camille Buscomb    | NZL  | 50.37 |
| 7      | Jill Holterman     | NED  | 51.17 |
| 8      | Nina Lauwaert      | BEL  | 51.37 |
| 9      | Hiyori Takahashi   | JPN  | 52.04 |
| 10     | Caroline Biwott    | KEN  | 52.32 |
| 11     | Saskia Weinans     | NED  | 52.58 |
| 12     | Yuna Arai          | JPN  | 52.59 |
| 13     | Lysanne Wilkens    | NED  | 53.00 |
| 14     | Lisanne Meuleman   | JPN  | 53.35 |
| 15     | Tirza van der Wolf | NED  | 53.42 |

1984 ·
1985 ·
1986 ·
1987 ·
1988 ·
1989 ·
1990 ·
1991 ·
1992 ·
1993 ·
1994 ·
1995 ·
1996 ·
1997 ·
1998 ·
1999 ·
2000 ·
2001 ·
2002 ·
2003 ·
2004 ·
2005 ·
2006 ·
2007 ·
2008 ·
2009 ·
2010 ·
2011 ·
2012 ·
2013 ·
2014 ·
2015 ·
2016 ·
2017 ·
2018 ·
2019 ·
2022